# Girolamo
Girolamo es una variante italiana del nombre latino Hieronymus (Jerónimo). 

## Variantes
- Masculino: Gerolamo[1], Geronimo[2][3]
  - Hipocorísticos: Geromino, Momo, Momolo[4]
- Femenino: Girolama, Gerolama, Gerolima, Geronima, Geromina
  - Alteraciones: Gerolamina, Gerolomina

#### Otras variantes
| - Alemán: Hieronymus - Catalán: Jeroni - Checo: Jeroným - Croata: Jeronim, Jerolim - hipocorísticos: Jerko , Jere - Eslovaco: Jarolím - Español: Jerónimo , Gerónimo - Femenino: Jerónima, Gerónima - Finlandés - Hipocorísticos: Roni | - Francés: Jérôme, Jérome , Gérôme - Galés: Jerome - Griego antiguo: Ἱερώνυμος (Hieronymos) - Húngaro: Jeromos - Inglés: Hieronymus, Jerome - Hipocorísticos: Jerry - Irlandés: Ieróim - Latín: Hieronymus | - Latín medieval: Ieronimus, Geronimus, Jeronimus, Geronim, Jeronim - Neerlandés: Hieronymus, Hiëronymus, Jeroen - Piamontés: Giròni - Polaco: Hieronim - Portugués: Jerónimo - Portugués brasileño: Jerônimo - Ruso: Иероним (Ieronim) - Sardo: Jerone - Sueco: Hieronymus |

## Personajes
- Gerolamo Cardano (1501-1576), matemático, médico, astrólogo y apostador del Renacimiento italiano
- Girolamo Cassar (c. 1520–después de 1592), arquitecto e ingeniero militar maltés
- Gerolamo da Cremona (Floruit, 1451-1483), pintor renacentista italiano
- Girolamo della Volpaia (c. 1530 ), relojero italiano
- Girolamo Fracastoro (1478-1553), médico, erudito, poeta y atomista italiano
- Girolamo Frescobaldi (1583-1643), músico italiano
- Girolamo Maiorica (c. 1591-1656), misionero jesuita italiano en Vietnam
- Girolamo Luxardo (1821–), Fábrica italiana de licores
- Girolamo Masci (1227-1292), Papa Nicolás IV (1288-1292)
- Girolamo Palermo (1938-2014), mafioso estadounidense
- Girolamo Porro (c. 1520–después de 1604), grabador italiano
- Girolamo Riario (1443-1488), Señor de Imola y Forlì
- Girolamo Romani (1485-1566), pintor italiano del Alto Renacimiento
- Girolamo Savonarola (1452-1498), sacerdote dominico italiano y líder de Florencia
- Girolamo Tiraboschi (1731-1794), crítico literario italiano
- Girolamo de Treviso (1508-1544), pintor renacentista italiano
- Girolamo Zanchi (1516-1590), clérigo y educador de la Reforma Protestante italiana
- Girolamo Zenti (1609-1666), clavecinista italiano